# Мароко (филм)
„Мароко“ (на английски: Morocco) е американски драма филм на режисьора Йозеф фон Щернберг, който излиза на екран през 1930 година, с участието на Марлене Дитрих, Гари Купър и Адолф Менжу в главните роли.

## Сюжет
Ейми Джоли участва в местно кабаре-естрада и завладява всички с великолепните си номера. Ла Беси е заможен и надежден човек. Бързо се влюбва в пищната и екстравагантна Джоли. Ла Беси й предлага ръката и сърцето си, но на едно от представленията си Ейми Джоли се среща с чуждестранния легионер Том Браун. Ейми Джоли се влюбва в Том и отхвърля предложение на Ла Беси, затваряйки очите си за всички трудности на свой избор.

## В ролите
| Актьор            | Роля                 |
| ----------------- | -------------------- |
| Марлене Дитрих    | Мадмоазел Ейми Джоли |
| Гари Купър        | Легионер Том Браун   |
| Адолф Менжу       | Мосю Ла Беси         |
| Улрих Хаупт       | адютант Цезар        |
| Ив Саутърн        | мадам Цезар          |
| Франсис Макдоналд | сержантът            |
| Пол Поркаси       | Ло Тинто             |

## Галерия
| Марлене Дитрих (Ейми Джоли) | Гари Купър (легионер Том Браун) | Дитрих и Адолф Менжу (Ейми и Ла Беси) | Дитрих и Купър (Ейми и Том) | Марлене Дитрих (Ейми Джоли) |
| --------------------------- | ------------------------------- | ------------------------------------- | --------------------------- | --------------------------- |
|                             |                                 |                                       |                             |                             |